# Tanneberg (Mittweida)
Tanneberg ist ein Ortsteil der Großen Kreisstadt Mittweida im sächsischen Landkreis Mittelsachsen. Er wurde 1994 mit Lauenhain zur Gemeinde Lauenhain-Tanneberg zusammengeschlossen und 1999 in die Stadt Mittweida eingemeindet.

## Geografie

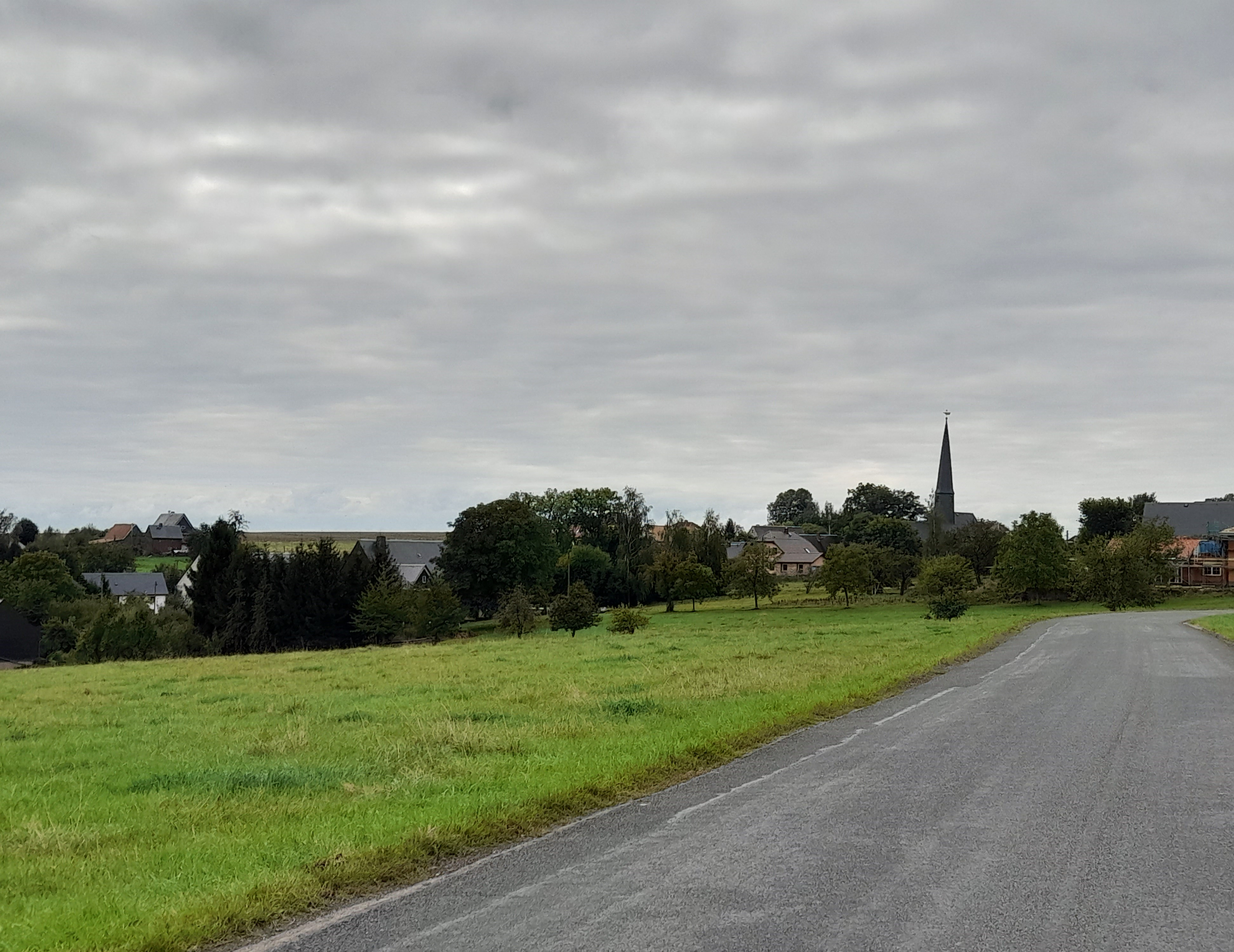
Ortsansicht Tanneberg (Mittweida)

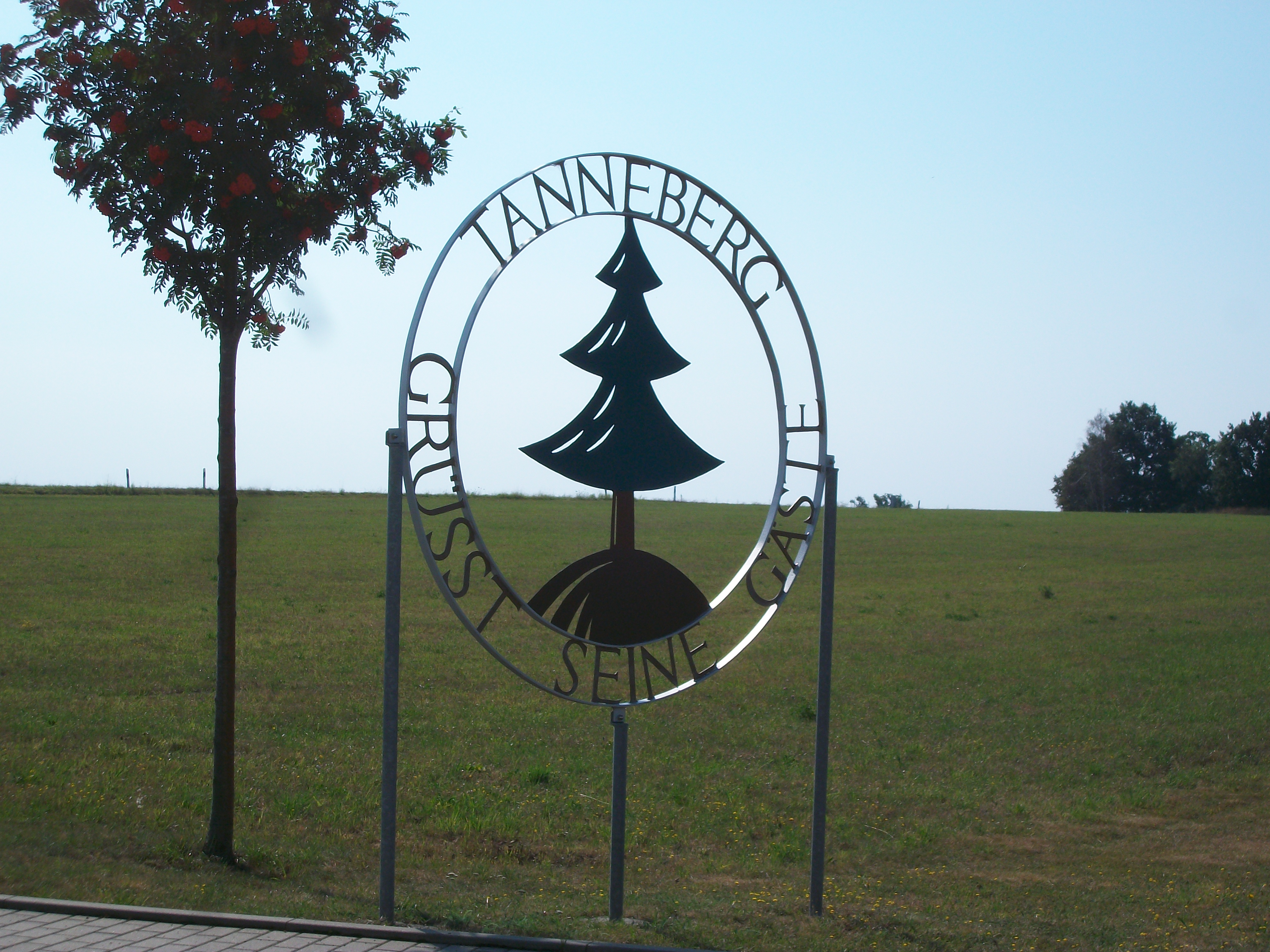
Tanneberg, Begrüßungstafel am Ortseingang

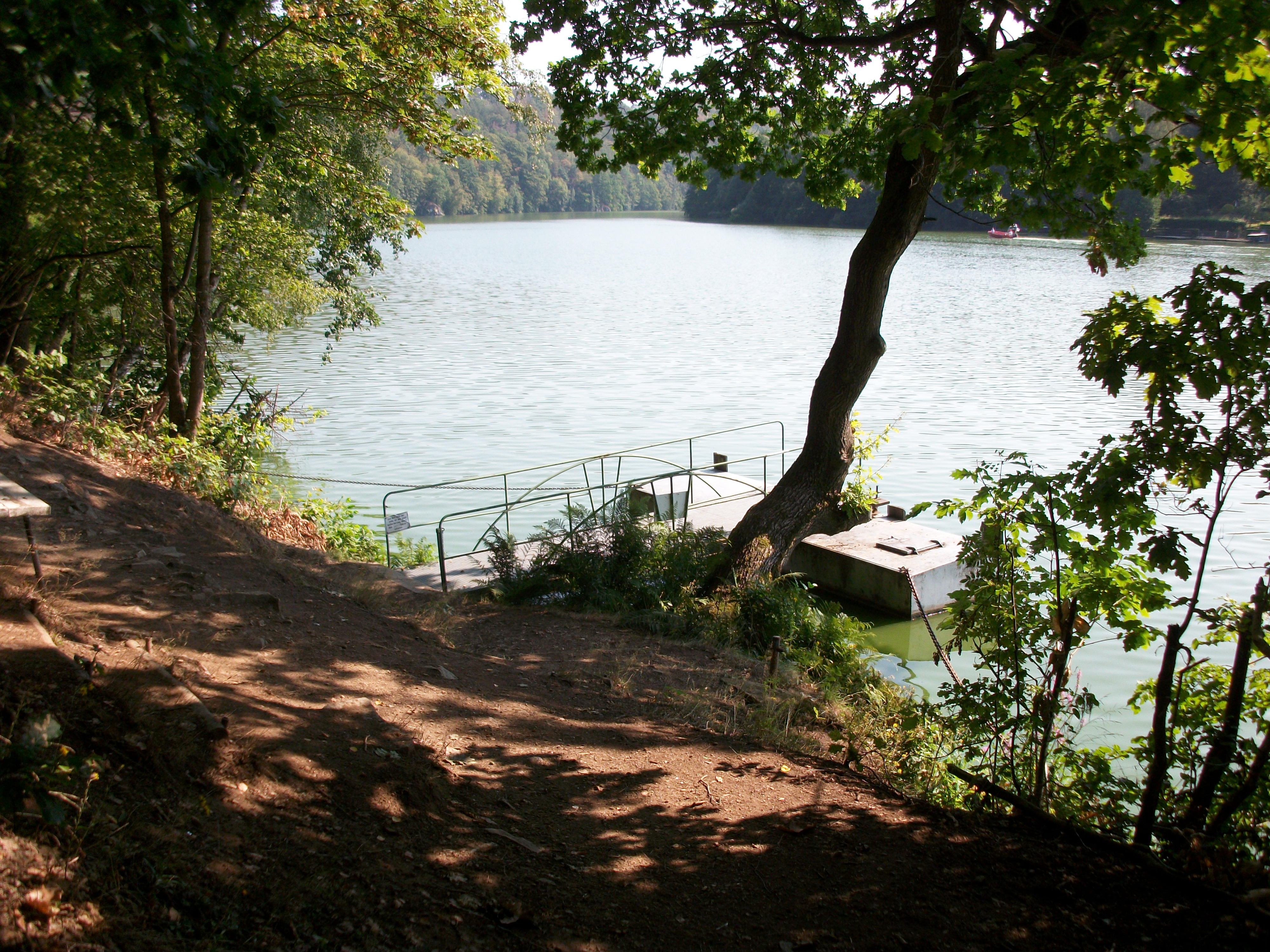
Talsperre Kriebstein, Anlegestelle Tanneberg

Das Dorf liegt nördlich von Mittweida im Mittelsächsischen Hügelland auf einem breiten Höhenzug westlich der in diesem Bereich zur Talsperre Kriebstein angestauten Zschopau. Zur Zschopau hin fällt das Gelände mehrere 10 Meter steil ab. Dort befindet sich die Schiffsanlegestelle des Orts.

### Nachbarorte
| Schweikershain        | Beerwalde                                   | Höfchen mit Kriebstein |
| Crossen (Obercrossen) | Kompassrose, die auf Nachbargemeinden zeigt | Falkenhain             |
|                       | Lauenhain                                   |                        |

## Geschichte

### Allgemeines
In einer Urkunde vom 18. Mai 1293 wurde „dy Tannyebergische Bach“ erwähnt. Das ist die erste indirekte urkundliche Erwähnung des Waldhufendorfes Tanneberg. 
Der Ort gehörte seit der Entstehung der Herrschaft Kriebstein im letzten Drittel des 14. Jahrhunderts zu dieser Herrschaft. Um 1551 ist das Rittergut Kriebstein als Grundherr über den Ort belegt. Tanneberg kam 1588 mit der Herrschaft Kriebstein unter die Verwaltung des kursächsischen Amts Rochlitz. Bei den im 19. Jahrhundert im Königreich Sachsen durchgeführten Verwaltungsreformen wurden die Ämter aufgelöst. Dadurch kam Tanneberg im Jahr 1856 unter die Verwaltung des Gerichtsamts Mittweida. 1875 wurde der Ort der Verwaltung der Amtshauptmannschaft Rochlitz unterstellt.
Durch die zweite Kreisreform in der DDR im Jahr 1952 kam Tanneberg zum neu gegründeten Kreis Hainichen im Bezirk Chemnitz (1953 in Bezirk Karl-Marx-Stadt umbenannt), der ab 1990 als sächsischer Landkreis Hainichen fortgeführt wurde. Bei der 1994 im Freistaat Sachsen erfolgten Verwaltungsreform wurde der Ort mit dem benachbarten Lauenhain zur Gemeinde Lauenhain-Tanneberg zusammengeschlossen und dem neu gebildeten Landkreis Mittweida zugeordnet.
Am 1. Januar 1999 erfolgte die freiwillige Eingemeindung der Gemeinde Lauenhain-Tanneberg in die Stadt Mittweida. Aufgrund der Hauptsatzung der Stadt Mittweida von 1994 erhielten die nunmehrigen Ortsteile Tanneberg und Lauenhain eine gemeinsame Ortschaftsverfassung und einen gemeinsamen Ortschaftsrat. Seit 2008 gehört die Stadt Mittweida mit ihren Ortsteilen zum neu gebildeten Landkreis Mittelsachsen.

### Schreibweisen und Bedeutung des Ortsnamens
Der Ortsname Tanneberg erfuhr nur wenige Wandlungen
- 1293 Tannebergische Bach
- 1350, 1378 Tannenberg
- 1548 Tannenbergk
- 1824 Tanneberg bey Mittweyde

Die Bedeutung des Namens ist unzweifelhaft als Siedlung auf einem Berg zu erkennen, hier ist es die Hochfläche über der Zschopau, die offensichtlich von Tannen bewachsen war. Der Ortsname geht also auf einen Flurnamen zurück.

### Entwicklung der Einwohnerzahl
| Jahr    | Einwohnerzahl                                          |
| ------- | ------------------------------------------------------ |
| 1548/51 | 18 besessene Mann, 30 Inwohner, 12 Hufen               |
| 1764    | 18 besessene Mann, 10 Häusler, 12 Hufen je 24 Scheffel |
| 1834    | 283                                                    |
| 1871    | 359                                                    |
| 1890    | 344                                                    |

| Jahr | Einwohnerzahl |
| ---- | ------------- |
| 1910 | 346           |
| 1925 | 325           |
| 1939 | 355           |
| 1946 | 526           |
| 1950 | 493           |

| Jahr | Einwohnerzahl |
| ---- | ------------- |
| 1964 | 402           |
| 1990 | 297           |
| 2014 | 269           |
| 2020 | 255           |

## Politik
Der Ortschaftsrat Lauenhain-Tanneberg wurde zuletzt 2024 gewählt und besteht aus sechs Mitgliedern.

## Religion
Die romanische Kirche von Tanneberg war ursprünglich Filialkirche der Kirche von Beerwalde. Seit 2020 gehören Beerwalde und Tanneberg zur neu gegründeten Kirchgemeinde Waldheim-Geringswalde.

## Wirtschaft und Verkehr
Das Waldhufendorf Tanneberg konnte sich seine dörfliche Siedlungsstruktur mit den typischen Vierseitenhöfen bis heute in großen Teilen erhalten. Zur Zeit der Industrialisierung fanden viele Einwohner in den benachbarten Orten Arbeit, u. a.  in der Papierfabrik Kriebstein, in den Stuhlfabriken Holzhausen, Neuwallwitz, Geringswalde und im Metallbetrieb Erlau. 
Anschluss an die Bahnstrecke Riesa–Chemnitz besteht im Nachbarort Schweikershain. 

## Sehenswürdigkeiten
- Talsperre Kriebstein: zwischen 1927 und 1929 entstand östlich des Orts die Talsperre Kriebstein durch Anstauung der Zschopau. Tanneberg hat einen Schiffsanleger an dem Stausee, zu dem auch regelmäßige Fährverbindungen bestehen.[10]
- Rundwanderweg um Tanneberg[11]